# Ассоциация кинокритиков Лос-Анджелеса
Ассоциация кинокритиков Лос-Анджелеса (LAFCA; англ. Los Angeles Film Critics Association) — американская организация кинокритиков, основанная в 1975 году. Её членами являются журналисты и кинокритики печатных и электронных лос-анджелесских изданий, которые ежегодно вручают награды по итогам уходящего года. Среди специальных наград ассоциации числятся премии «За карьерные достижения» и «Новое поколение».

## Категории
- Лучший фильм
- Лучший режиссёр
- Лучшая мужская роль
- Лучшая женская роль
- Лучшая мужская роль второго плана
- Лучшая женская роль второго плана
- Лучший сценарий
- Лучшая операторская работа
- Лучшая работа художника-постановщика
- Лучший монтаж
- Лучшая музыка к фильму
- Лучший фильм на иностранном языке
- Лучший документальный фильм
- Лучший анимационный фильм

## Церемонии награждения
| № церемонии | Дата                 | Фильм-победитель                    |
| ----------- | -------------------- | ----------------------------------- |
| 1           | неизвестна           | Собачий полдень                     |
| 1           | неизвестна           | Пролетая над гнездом кукушки        |
| 2           | 21 декабря 1976 года | Телесеть                            |
| 2           | 21 декабря 1976 года | Рокки                               |
| 3           | 19 декабря 1977 года | Звёздные войны                      |
| 4           | 16 декабря 1978 года | Возвращение домой                   |
| 5           | 15 декабря 1979 года | Крамер против Крамера               |
| 6           | 20 декабря 1980 года | Бешеный бык                         |
| 7           | 14 декабря 1981 года | Атлантик-Сити                       |
| 8           | 11 декабря 1982 года | Инопланетянин                       |
| 9           | 17 декабря 1983 года | Язык нежности                       |
| 10          | 5 декабря 1984 года  | Амадей                              |
| 11          | 14 декабря 1985 года | Бразилия                            |
| 12          | 13 декабря 1986 года | Ханна и её сёстры                   |
| 13          | 19 декабря 1987 года | Надежда и слава                     |
| 14          | 10 декабря 1988 года | Крошка Доррит                       |
| 15          | 16 декабря 1989 года | Делай как надо!                     |
| 16          | 16 декабря 1990 года | Славные парни                       |
| 17          | 14 декабря 1991 года | Багси                               |
| 18          | 12 декабря 1992 года | Непрощённый                         |
| 19          | 11 декабря 1993 года | Список Шиндлера                     |
| 20          | 10 декабря 1994 года | Криминальное чтиво                  |
| 21          | 16 декабря 1995 года | Покидая Лас-Вегас                   |
| 22          | 16 декабря 1996 года | Тайны и ложь                        |
| 23          | 14 декабря 1997 года | Секреты Лос-Анджелеса               |
| 24          | 13 декабря 1998 года | Спасти рядового Райана              |
| 25          | 11 декабря 1999 года | Свой человек                        |
| 26          | 17 декабря 2000 года | Крадущийся тигр, затаившийся дракон |
| 27          | 15 декабря 2001 года | В спальне                           |
| 28          | 15 декабря 2002 года | О Шмидте                            |
| 29          | 7 января 2004 года   | Американское великолепие            |
| 30          | 11 декабря 2004 года | На обочине                          |
| 31          | 11 декабря 2005 года | Горбатая гора                       |
| 32          | 11 декабря 2006 года | Письма с Иводзимы                   |
| 33          | 9 декабря 2007 года  | Нефть                               |
| 34          | 9 декабря 2008 года  | ВАЛЛ-И                              |
| 35          | 14 декабря 2009 года | Повелитель бури                     |
| 36          | 12 декабря 2010 года | Социальная сеть                     |
| 37          | 11 декабря 2011 года | Потомки                             |
| 38          | 9 декабря 2012 года  | Любовь                              |
| 39          | 8 декабря 2013 года  | Гравитация                          |
| 39          | 8 декабря 2013 года  | Она                                 |
| 40          | 7 декабря 2014 года  | Отрочество                          |
| 41          | 6 декабря 2015 года  | В центре внимания                   |
| 42          | 4 декабря 2016 года  | Лунный свет                         |
| 43          | 3 декабря 2017 года  | Назови меня своим именем            |
| 44          | 9 декабря 2018 года  | Рома                                |
| 45          | 8 декабря 2019 года  | Паразиты                            |
| 46          | 20 декабря 2020 года | Голос перемен                       |